# Трактирщица (стихотворение)
«Трактирщица» — стихотворение, которое приписывают римскому поэту Вергилию, часть Appendix Vergiliana. Мнения исследователей об авторстве расходятся. Некоторые полагают, что «Трактирщица» действительно написана Вергилием. При этом в ней заметно влияние поэзии Катулла.
В стихотворении рассказывается о том, как трактирщица Сириска («сирияночка») в жару зазывает публику в свою таверну, уговаривая наслаждаться жизнью. По-видимому, это женщина низкого статуса (судя по имени, вольноотпущенница), а её заведение имеет сомнительную репутацию.